# تورجانو
تورجانو (بالإيطالية: Torgiano)‏ هي بلدية في مقاطعة بيرودجا في إقليم أومبريا في إيطاليا.

## السكان
في سنة 1861 بلغ عدد السكان 2٬998 نسمة، وتطور العدد ليصل في سنة 2011 لـ 6٬520 نسمة.
يظهر هذا المخطط البياني تطور النمو السكاني لـ تورجانو